# Sirsekot
Sirsekot (nep. सिर्सेकोट) – gaun wikas samiti w zachodniej części Nepalu w strefie Gandaki w dystrykcie Syangja. Według nepalskiego spisu powszechnego z 2001 roku liczył on 896 gospodarstw domowych i 4464 mieszkańców (2473 kobiet i 1991 mężczyzn).